# 內鋒

2-3-5陣式：內鋒（紅色）在中鋒的兩旁。

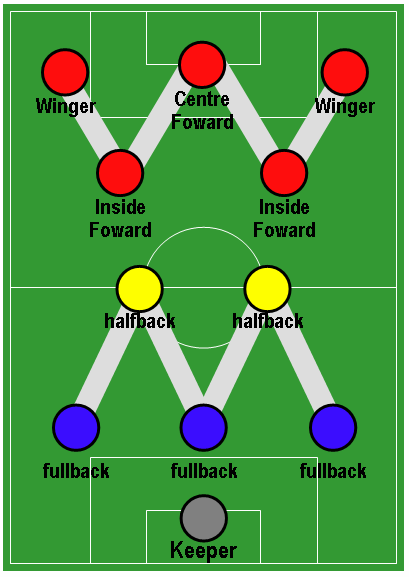
W-M陣式：內鋒（紅色）的位置較為撤後，以支持中鋒及左右翼。

在足球裡，內鋒這個位置在19世紀末至20世紀被廣泛利用。內鋒負責支援中鋒，通過跑動在對方的防線上制造空間。在現代，這個角色類近影鋒。
在早期的2-3-5陣式，內鋒會在中鋒的側面。隨著W-M陣式的出現，內鋒撤後成為了攻擊中場，負責向中鋒及兩翼輸送傳球。
在現代，內鋒會被推前為純粹的進攻球員（4-3-3陣式）或者一名內鋒撒後至中場，另一名推前（4-4-2陣式）。不過，許多球隊仍會讓其中一名中鋒墮後以支持前突中鋒，角色與內鋒類近。